# Cityrats & Alleycats
Cityrats & Alleycats är det svenska punkbandet Bombshell Rocks' andra studioalbum, utgivet 2000 av Burning Heart Records. Skivan utgavs både på CD och LP.

## Låtlista
Alla låtar är skrivna av Mårten Cedergran.
1. "21St Century Riot"
2. "Faith & Dedication"
3. "The Wakeup Call"
4. "Unstoppable"
5. "Embraced"
6. "Radio Control"
7. "Crimestopper"
8. "Seen It All"
9. "Rollercoasterride"
10. "Tonight I'm Burning"
11. "Bricks"
12. "Upsidedown"
13. "20 Days"

## Personal
- Mårten Cedergran - sång
- Thomas Falk - trummor
- Ola Hjelmberg - gitarr, bakgrundssång
- Mathias Lindh - gitarr
- Crippe Määttä - gitarr, bakgrundssång

### Fotnoter
1. 1 2  ”Cityrats & Alleycats”. Discogs.com. http://www.discogs.com/Bombshell-Rocks-Cityrats-Alleycats/release/2604481. Läst 1 april 2012.